# Pikkelyes pöfeteg
A pikkelyes pöfeteg vagy repedéses szétesőpöfeteg (Lycoperdon utriforme) az osztatlan bazídiumú gombák közé, a Lycoperdaceae családba tartozó pöfetegfaj.

## Megjelenése
Közepes termetű gombafaj, amely mezőkön, legelőkön terem, rendszerint egyesével, olykor többedmagával, tavasztól őszig. Talajlakó szaprotróf.
Termőteste nagyjából egy birsalma nagyságát érheti el, magassága rendszerint 8-16, szélessége 5–10 cm körül van. Kettős burokkal rendelkezik, a külső fehér, ez azonban a gomba növekedésével fokozatosan megrepedezik, így az egész gomba pikkelyes, molyhos benyomást kelt. A belső burok szürkés színű, törékeny.
Húsa fehér, majd sárgás majd idősen barnás színű lesz. Puha, szivacsszerű.
A gomba fiatalon ehető – szeletekre vágva, a húshoz hasonlóan érdemes elkészíteni –, az idősebb példányok azonban fokozatosan fehéresből barnára sötétülnek, majd kihasadnak és termőtestben felhalmozódott spóraportömeget a szél kifújja. Ezután a megmaradt tönkszerű rész megszáradva még hónapokig a helyén marad.
Spórája gömb alakú, sima felületű, 4-6 µm méretű.

## Összetéveszthetősége
A szintén ehető óriáspöfeteggel lehet összetéveszteni, amely azonban sokkal nagyobbra is meg tud nőni, felülete pedig sima, pikkelyek nélküli.